# 日本製糖汚職事件
日本製糖汚職事件（にほんせいとうおしょくじけん）は、台湾を舞台に日本製糖取締役が共謀して、法律の延長を求めて複数の衆議院議員に対し金品を贈賄した明治時代に起きた疑獄事件。日糖事件ともいう。関係者の16名が実刑、1名が自殺した。

## 事件の背景
当時、世界の貿易額の第1位を占めていたのは砂糖貿易であったが、砂糖の産地であるオランダ領東インドを植民地としていたオランダも東南アジア貿易の拡大を目指しており、1902年には、オランダ貿易会社が、ジャワ島-中国-日本航路を開設した。
日本政府は日清戦争以後、台湾を統治するにあたり、日本精製糖の鈴木藤三郎を国策会社台湾製糖の社長に抜擢し、製糖と樟脳を台湾の主要産業の一つと位置付けていた。そこで、この製糖会社の利益を保護するため、1902年（明治35年）から5年間に限り、『輸入原料砂糖戻税』を設けた。その後、この税制を更に1911年（明治44年）まで延長するため、改正法案が提出され両院を通過した。
その際、この法律を成立させ自社の権益を守るため、日本製糖社の取締役秋山一裕、磯村音介などが共謀し、有力衆議院議員20名に現金その他を渡して贈賄し買収したものである。
ところが贈賄側の内部で対立がおき、1909年（明治42年）4月11日、秋山一裕が検事官舎を訪れ、日本製糖が帳簿操作で不正金を捻出して衆議院議員を買収し、その資金出所を隠蔽した事実を自供した事から世間に明るみに出た。

## 裁判と判決
贈賄側を取り調べる傍ら、収賄議員の事情聴取を進めた結果、収賄を受けた議員は、立憲政友会・憲政本党・大同倶楽部の3派20名に及ぶ。

### 収賄側

#### 第一審判決
秋山の自白から約2か月後の7月3日に、東京地方裁判所第二刑事部において判決が言い渡され、被告達に重禁固10か月から3か月に加え、収賄金の追徴の量刑となった。代議士以外の今田・江崎・中村の3名は贈賄行為の幇助、その謝金の収受の罪で起訴された。
- 重禁固10か月：松浦五兵衛（政友会）・長谷川豊吉（政友会）・横田虎彦（大同倶楽部）・臼井哲夫（大同倶楽部）・西村真太郎（憲政本党）
- 重禁固8か月：荻野芳蔵（政友会）・沢田寧（政友会）・今田鎌太郎（日糖株主）
- 重禁固5か月：栗原亮一（政友会）・森本駿（政友会）・横井時雄（政友会）・村松愛蔵（政友会）・江崎礼二（日糖株主）
- 重禁固4か月：佐藤虎次郎（政友会）・奥野市次郎（元代議士・政友会）・島津良知（元代議士・政友会）・神崎東蔵（憲政本党）・安田勲（憲政本党）・田村惟昌（元代議士・憲政本党）・木村半兵衛（憲政本党）
- 重禁固3か月：小沢愛次郎（政友会）・関野善次郎（元代議士・憲政本党）・中村忠七（静岡県会議長・政友会）
- 無罪：川島亀夫（政友会）
  - 森本・奥野・島津・木村・関野・中村・今田は執行猶予3年[3][4]。

#### 控訴審判決
松浦・荻野・長谷川・栗原・沢田・横井・横田・佐藤・臼井・小沢・西村・神崎・安田・田村・江崎・川島の16名が控訴し、1909年8月10日に、東京控訴院第一部で次の通り判決が言い渡された。
- 重禁固10か月：松浦五兵衛（追徴金2万150円）・長谷川豊吉（追徴金3千円）・西村真太郎（追徴金8,300円）
- 重禁固8か月：萩野芳蔵（追徴金1,400円）・沢田寧（追徴金3千円）
- 重禁固5か月：横井時雄（追徴金2,500円）・江崎礼二
- 重禁固4か月：神崎東蔵（追徴金700円）・安田勲（追徴金600円）・田村惟昌（追徴金600円）
- 控訴棄却：川島亀夫（一審：無罪）・栗原亮一（一審：重禁固5か月）・臼井哲夫（一審：重禁固10か月）・横田虎彦（一審：重禁固10か月）
- 無罪：佐藤虎次郎・小沢愛次郎

#### 上告審判決
松浦・荻野・長谷川・栗原・沢田・横田・西村・神崎・田村・江崎の10名が上告し、検事上告の川島を含めた計11名に対して1909年12月17日に大審院で判決が言い渡され、全部上告棄却となり、控訴審判決が確定した。

### 贈賄側
一方、贈賄側の日本製糖取締役は、瀆職法、文書偽造行使、委託金費消違反に問われ、東京地方裁判所第四部刑事部が担当で1909年（明治42年）12月6日に判決言い渡しがあり、磯村は重禁固4年、秋山が同3年6か月の実刑。他の取締役5名は執行猶予付きの重禁固2年6か月以下の判決が下った。しかし、磯村、秋山両被告は一審判決を不服として控訴したが、東京控訴院、宮城控訴院の各判決は共に1912年（明治45年）3月29日に上告棄却となり確定判決となる。
なお、当時日本精糖の社長を務めていた農学者の酒匂常明は、この事件の責任を取り1909年（明治42年）7月11日に短銃で自殺した。

### その他
当時、大日本製糖の創始者であり、宮内庁などが出資する国策会社の台湾製糖の社長であった鈴木藤三郎は1903年3月から1908年5月まで衆議院議員を務めていたが、賄賂事件への関与はなかった。ただ、事件のあいだの1907年に北浜銀行（岩下清周）の出資により日本醤油醸造の社長を務め、副支配人に弁護士の塚崎直義を充てていたところ、醤油の品質不正の発覚により1910年、同社が破たんして失脚した。岩下もまた業務上横領によって、1915年に起訴決定（予備審問決定）を受け、1924年に有罪判決を受けた。

## 参考資料
- 小原直回顧録（中公文庫） ISBN 4-12-201365-8 C1132
- 雨宮昭一「日糖事件 - 汚職事件と検察権の拡大」『日本政治裁判史録　明治・後』第一法規出版、1969年。